# Llista de monuments de Vilafranca de Bonany
Llista de monuments de Vilafranca de Bonany catalogats pel consell insular de Mallorca com a Béns d'Interès Cultural en la categoria de monuments pel seu interès històric, artístic, arquitectònic, arqueològic, històric-industrial, etnològic, social, científic o tècnic.
| Monument                   | Tipus                | Localització                               | Coordenades                                          | Codi?         | Imatge |
| -------------------------- | -------------------- | ------------------------------------------ | ---------------------------------------------------- | ------------- | --- |
| Sa Creu                    | Creus de terme       | Vilafranca de Bonany                       | 39° 34′ 14″ N, 3° 05′ 38″ E / 39.570666°N,3.093868°E | RI-51-0010420 | Carregueu una nova foto d'aquest monument                                                                              |
| Cases de Sant Martí        |                      | Vilafranca de Bonany 1 km al sud del poble | 39° 33′ 28″ N, 3° 05′ 20″ E / 39.557842°N,3.08888°E  | RI-51-0006931 | Carregueu una nova foto d'aquest monument                                                                              |
| Talaiot des Castellot Vell | Monument arqueològic | Vilafranca de Bonany                       | 39° 33′ 02″ N, 3° 08′ 52″ E / 39.550631°N,3.147666°E | RI-51-0003021 | Carregueu una nova foto d'aquest monument                                                                              |
| Talaiot Son Pou Vell       | Monument arqueològic | Vilafranca de Bonany                       | 39° 33′ 42″ N, 3° 07′ 59″ E / 39.561533°N,3.132929°E | RI-51-0003022 | Talaiot Son Pou Vell (Vilafranca de Bonany) · Modifica el valor a Wikidata · Carregueu una nova foto d'aquest monument |